# LIM-49 Nike Zeus
Nike Zeus fue un sistema de misiles antibalísticos (ABM) desarrollado por el ejército de los Estados Unidos a finales de los años 1950 y principios de los 1960 y que estaba diseñado para destruir las ojivas de misiles balísticos intercontinentales soviéticos entrantes antes de que pudieran alcanzar sus objetivos. Fue diseñado por el equipo Nike de Bell Labs e inicialmente se basó en el anterior misil antiaéreo Nike Hercules. El original, Zeus A, fue diseñado para interceptar ojivas en la atmósfera superior, montando una ojiva nuclear W31 de 25 kilotones. Durante el desarrollo, el concepto cambió para proteger un área mucho más grande e interceptar las ojivas en altitudes más altas. Esto requirió que el misil se ampliara considerablemente hasta alcanzar un diseño totalmente nuevo, Zeus B, con el identificador de tres servicios XLIM-49, y montaba una ojiva W50 de 400 kilotones. En varias pruebas exitosas, el modelo B demostró ser capaz de interceptar ojivas e incluso satélites artificiales.
La naturaleza de la amenaza estratégica cambió dramáticamente durante el período en que se desarrolló Zeus. Originalmente se esperaba que sólo enfrentara unas pocas docenas de misiles balísticos intercontinentales, pero una defensa a nivel nacional era factible, aunque costosa. Cuando los soviéticos afirmaron que estaban construyendo cientos de misiles, Estados Unidos enfrentó el problema de construir suficientes misiles Zeus para igualarlos. La Fuerza Aérea argumentó que cerrarían esta brecha de los misiles construyendo más misiles balísticos intercontinentales propios. Sumándose al debate, surgieron una serie de problemas técnicos que sugerían que Zeus tendría poca capacidad contra cualquier tipo de ataque sofisticado.
El sistema fue objeto de intensa rivalidad entre servicios a lo largo de su vida. Cuando el papel del ABM fue otorgado al Ejército en 1958, la Fuerza Aérea de los Estados Unidos inició una larga serie de críticas a Zeus, tanto dentro de los círculos de defensa como en la prensa. El Ejército respondió a estos ataques de la misma manera, publicando anuncios de página completa en revistas populares de noticias del mercado masivo para promover a Zeus, además de difundir contratos de desarrollo en muchos Estados de los EE. UU. para obtener el máximo apoyo político. A medida que se acercaba el despliegue a principios de la década de 1960, el debate se convirtió en una cuestión política importante. En última instancia, la pregunta fue si un sistema con efectividad limitada sería mejor que nada en absoluto.
La decisión de proceder con Zeus finalmente recayó en el presidente estadounidense John F. Kennedy, quien quedó fascinado por el debate sobre el sistema. En 1963, el secretario de Defensa de Estados Unidos, Robert McNamara, convenció a Kennedy de cancelar Zeus. McNamara dirigió su financiación a estudios de nuevos conceptos de ABM que estaban siendo considerados por ARPA, seleccionando el concepto Nike-X que abordaba diversos problemas de Zeus mediante el uso de un misil de velocidad extremadamente alta, Sprint, junto con radares y sistemas informáticos muy mejorados. El polígono de pruebas Zeus construido en Kwajalein se utilizó brevemente como arma antisatélite.